# شهرستان نوکاتا، آیچی

شهرستان نوکاتا، آیچی (به ژاپنی: 額田郡 Nukata-gun) بخشی روستایی واقع در مرکز استان آیچی، ژاپن است.